# كرد نشين
كرد نشين هي قرية في مقاطعة خوي، إيران. يقدر عدد سكانها بـ 527 نسمة بحسب إحصاء 2016.